# John Hultberg
John Wilhelm Hultberg, född 15 april 1928 i Helsingborg, är en svensk målare och  tecknare. Hultberg är som konstnär autodidakt. Hans konst består av landskapsmotiv i akvarell och pastell.